# انش تپه
اَنش تپه مربوط به هزاره اول قبل از میلاد است و در شهرستان آق قلا، بخش مرکزی، روستای شورحیات واقع شده و این اثر در تاریخ ۱۰ خرداد ۱۳۸۲ با شمارهٔ ثبت ۸۸۳۷ به‌عنوان یکی از آثار ملی ایران به ثبت رسیده است.